# Сикаиана
Сикаиана (англ. Sikaiana), в прошлом острова Стюарта (англ. Stewart Islands) — маленький атолл, расположенный в 212 километрах к северо-востоку от Малаиты. Административно Сикаиана входит в состав провинции Малаита Соломоновых Островов.

## География
В длину он занимает 14 километров, его лагуна, Те Моана, полностью окружена коралловым рифом. Общая поверхность суши — всего 2 км². Якорная стоянка вблизи атолла отсутствует, что в непогоду делает его недоступным.
Основной остров расположенный на восточном краю атолла — Сикаиана, его длина составляет 2 километра, ширина — 900 метров, а наибольший подъём равняется 45 метрам над уровнем моря. Три небольших острова на западе атолла называются Техаолей (1 км x 200 м), Матуилото (400 м x 100 м) и Матуави (600 м x 150 м). Кроме того, в этой группе имеются два искусственных острова — Те Палена и Хакатай'атата.

## История и население
Населяют атолл около трёхсот полинезийцев, потомков выходцев с Тувалу и Тонга. В качестве разговорной речи используются местные диалекты тонганского языка и маори.
В 1856 году королевство Гавайи предложило Сикаиане перейти под свой суверенитет, тайный совет поддержал это решение. Король Камеамеа IV его подтвердил, распространив слабое влияние королевства на эти земли. Но в дальнейшем были длительные размышления. Огромное расстояние от Гонолулу делало невозможным административное правление и формально цессия оформлена так и не была. Это создало основания для местных жителей объявить себя гавайцами и претендовать на гражданство США. По их мнению, острова Стюарта были переданы королю Камеамеа IV в 1856 году и на момент аннексии Гавайских островов США в 1898 году — были частью этого королевства. Соединённые Штаты с этим не согласились, аргументируя тем, что закон 1898 года затрагивал только «Гавайские острова и их колонии», и в списке колоний, предоставленном Гавайской комиссией, острова Стюарта отсутствуют. Впрочем, некоторые жители пытались зарегистрироваться в списках избирателей на Гавайях в период выборов 1996 года, однако их заявления были отклонены гавайской избирательной комиссией.